# Daigo-ji

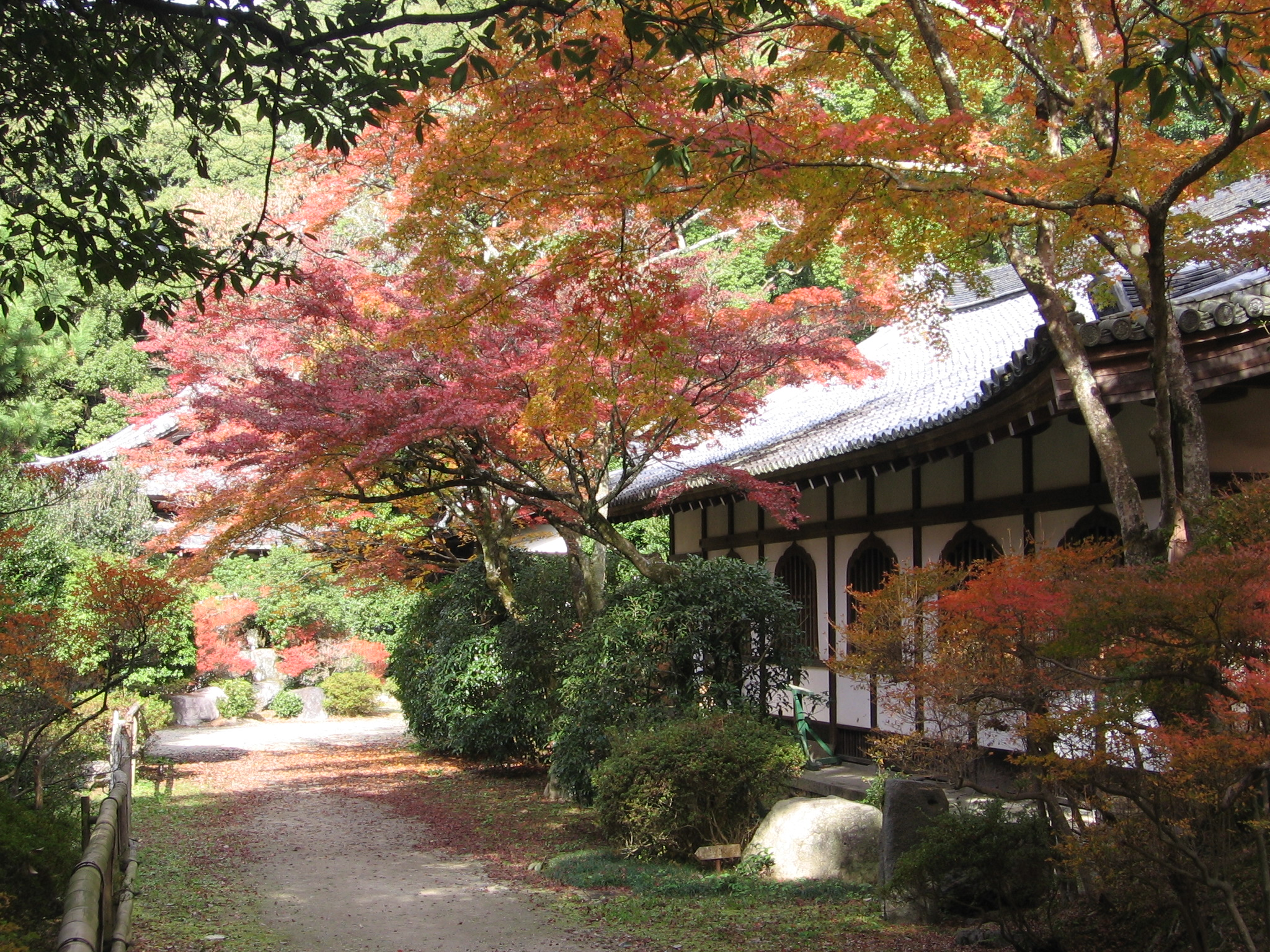
Acer palmatum (momiji) en Daigo-ji, en otoño.

Daigo-ji (醍醐寺 'Daigo-ji'?) es un templo budista Shingon de Fushimi-ku, Kioto, Japón. Su objeto de devoción principal (gohonzon) es Bhaisajyaguru, el Buda de la Medicina. Daigo, literalmente "ghi", se usa de manera figurativa como metáfora de los pensamientos más profundos de la religión budista y significa "lo mejor de lo mejor".

## Historia
Daigo-ji fue fundado en el año 874, a principios del período Heian, por Rigen-daishi (Shōbō).
Después de haber caído enfermo y abdicado en el año 930, el emperador Daigo entró al templo como monje budista, para lo cual se cambió el nombre a Hō-kongō; falleció poco después, a los cuarenta y seis años de edad. El nombre del templo fue cambiado a Daigo y el antiguo emperador fue sepultado en el lugar.

## Tesoros nacionales
Varias estructuras, incluyendo el kondō y la pagoda de cinco niveles, son Tesoros nacionales de Japón. El templo posee dieciocho tesoros nacionales diseñados de manera específica, incluyendo los edificios y otros lugares, y alberga varias docenas de bienes culturales importantes. Las pinturas sobre las paredes han sido estudiadas por académicos y en 1960 obtuvieron el Premio Imperial de la Academia Japonesa, uno de los honores más prestigiosos de la nación.
Como parte de los "Monumentos históricos de la antigua Kioto", es considerado un Patrimonio de la Humanidad. 
La pagoda de cinco niveles del templo se construyó en 951 y es el edificio más antiguo de Kioto. Es una de las pocas estructuras que sobrevivió a la Guerra de Ōnin en el siglo XV.

## Jardín
Más de siete siglos después de su fundación, Toyotomi Hideyoshi celebró un famoso evento de observación de cerezos en 1598 en el subtemplo Sambō-in.
Los colores brillantes de las hojas de los árboles atraen a turistas y locales en la temporada de otoño. El mausoleo del Emperador Suzaku, conocido como Daigo no misasagi, se encuentra en las cercanías de Daigo-ji.